# 香澄遙
香澄遙（日语：／ Kasumi Haruka，1994年3月7日—），前日本AV女優，出身於佐賀縣，曾經是SOD Create專屬女優，所屬事務所為T-POWERS。

## 簡歷
2015年9月，以「香澄遙 AVDebut」（香澄はるか AVDebut）作為AV女優出道。
2016年2月，宣布引退，引退作「香澄遙 變態女忍不住想要淫亂扭腰SEX」（香澄はるか 我慢できない変態女の淫乱うねり腰セックス）於同年3月5日發售。

## 作品
2015年
- 香澄はるか AVDebut（9月1日、SOD Create）
- 香澄はるか は・じ・め・て尽くしの東京巡り4本番（10月8日、SOD Create）
- 香澄はるか 超高級新人ソープ嬢（11月12日、SOD Create）
- 香澄はるか 初ガチイキ！外でも中でも何度もイキまくり大絶頂SEX（12月10日、SOD Create）

2016年
- 香澄はるか 絡みつくねっとりキス、一度火がついてしまうと止まらない発情濃密セックス（1月8日、SOD Create）
- 香澄はるか 美人女教師陵辱調教（2月6日、SOD Create）
- 香澄はるか 我慢できない変態女の淫乱うねり腰セックス（3月5日、SOD Create）